# San Sebastián de La Gomera
San Sebastián de La Gomera este un oraș în Spania.